# R.I.P. (Sofía Reyes)
R.I.P. è un singolo della cantante messicana Sofía Reyes, pubblicato il 15 marzo 2019 come secondo estratto dal secondo album in studio Mal de amores.
Il brano, in collaborazione con Rita Ora e Anitta, è stato scritto da Sofía Reyes, Rita Ora, Shari Lynn Short, Omar Tavarez, Thomas Augusto, Marco Masís (in arte Tainy), William Mishan e David Delazyn (in arte The Fliptones), e prodotto da questi ultimi tre. Il brano è trilingue: Sofía Reyes canta in spagnolo, Rita Ora in inglese e Anitta in portoghese.

## Tracce
Download digitale
1. R.I.P. (feat. Rita Ora & Anitta) – 3:07

## Classifiche

### Classifiche settimanali
| Classifica (2019) | Posizione massima |
| ----------------- | ----------------- |
| Argentina         | 41                |
| Belgio (Vallonia) | 58                |
| Bulgaria          | 9                 |
| Grecia            | 38                |
| Irlanda           | 69                |
| Lituania          | 28                |
| Portogallo        | 36                |
| Repubblica Ceca   | 85                |
| Romania           | 24                |
| Slovacchia        | 43                |
| Spagna            | 53                |
| Svizzera          | 56                |
| Ungheria          | 34                |

### Classifiche di fine anno
| Classifica (2019) | Posizione |
| ----------------- | --------- |
| Portogallo        | 153       |